# Colobothea maculicollis
Colobothea maculicollis är en skalbaggsart som beskrevs av Bates 1865. Colobothea maculicollis ingår i släktet Colobothea och familjen långhorningar.
Artens utbredningsområde är Venezuela. Inga underarter finns listade i Catalogue of Life.